# Осмольский, Владислав Леон
Владислав Леон Пётр Осмольский (пол. Władysław Leon Piotr Osmolski, 28 июня 1883, Варшава — 6 апреля 1935, около Свебодзина) — российский и затем польский врач, теоретик физического воспитания, полковник медицинской службы польской армии, начальник Центрального военного училища гимнастики и спорта в Познани, директор Центрального института физической культуры в Варшаве, публицист, общественный и спортивный деятель.

## Биография
Был сыном Владислава и Марии Яповиц. После окончания гимназии в Варшаве поступил на медицинский факультет Императорского университета Варшавы. За участие в студенческой забастовке был исключён из университета в 1905 году. Аттестат получил в Ягеллонском университете в Кракове, а диплом получил в Тартуском университете в 1907 году.

### Карьера врача
Начал свою карьеру в Варшаве, затем работал в Ушицком уезде и в Одессе — в бактериологическом институте, где был прикомандирован к российской миссии, отправлявшейся в Аравию. В течение двух лет работал в карантинной противочумной больнице миссии и международной комиссии по борьбе с чумой. После публикации во «Врачебной газете» статьи «Przyczynek do anatomii patologicznej moru» стал членом Варшавского медицинского общества (1911). Затем работал под началом Франтишека Кижевского в хирургическом отделении, и как ассистент Валентина Камоцкого и амбулаторный врач работал по специальности окулиста в Офтальмологическом институте (1912—1920). В это же время начал заниматься деятельностью в области гигиены в качестве врача в садах Рау.
Звание доктора медицинских наук получил в 1922 году от Ягеллонского университета.

### Военная карьера
Начал свою военную карьеру в качестве полкового лекаря в российской армии во время Первой мировой войны. 2 августа 1915 года под Ломжем дезертировал и присоединился к Польской военной организации. Первую официальную должность принял 4 августа 1915 года как комиссар XII округа Гражданской гвардии и служил там до расформирования этой единицы. Затем служил в качестве главного врача Варшавского округа (1916—1918), а с 11 ноября 1918 года был полковым лекарем при 36-м пехотном полку Академического легиона.
Участвовал в Советско-польской войне. После вступления в польскую армию получил звание капитана в 1920 году. После войны, будучи начальником санитарной части 2-й армии, был демобилизован и назначен, а 3 мая 1922 года утверждён в звании подполковника со старшинством от 1 июня 1919 года и 70-м местом в корпусе санитарных офицеров. В июне 1922 года был назначен на должность начальника кафедры физического воспитания III отдела Генерального штаба, будучи внештатным офицером 1-го санитарного батальона.
В 1926—1929 годах служил командиром Центрального военного училища гимнастики и спорта в Познани. По его инициативе был основан Центральный институт физической культуры в Варшаве, в котором в 1929—1931 годах он был первым директором и преподавателем.
В 1931 году был назначен начальником кадетской санитарной школы (1931—1933), преподавал в университете им. Стефана Батория в Вильнюсе, а затем стал командиром санитарной части округа VII корпуса в Познани. 18 февраля 1930 года был произведён в полковники со старшинством начиная с 1 января 1930 года и 1-м местом в корпусе санитарных офицеров, группа медиков.

### Общественная и педагогическая деятельность
Вёл преподавательскую деятельность в школе и преподавал на первых лётных курсах. Разработал первые правила гигиены и физического воспитания, а также опубликовал в это же время работу «Nauczanie higieny w szkole elementarnej oraz seminarium nauczycielskim». С 15 января 1918 года работал в Министерстве духовных дел и народного просвещения в качестве секретаря по вопросам гигиены, а также служил на должности вице-президента Совета по физкультуре и культуры тела (до 1922 года).
Был заведующим секцией физического воспитания Польской всеобщей выставки 1929 года, президентом оргкомитета Первого спортивного конгресса (Варшава, 1923), президентом ассоциации лыжного спорта Польши и первоым президентом Ассоциации спортивных журналистов. В 1924 году был главой польской олимпийской сборной в Шамони. В 1925 году, на фоне общего недовольства деятельностью тогдашнего руководства клуба «Легия Варшава», по собственной инициативе создал конкурирующий с ним военно-спортивный клуб «Лехия Варшава». Создание клуба-конкурента (работавшего по тому же адресу и на тех же спортивных объектах) привело к активизации деятельности Легии и, как ни парадоксально, способствовало оздоровлению и восстановлению этого клуба.
Преподавал также в Центральном военном училище гимнастики и спорта в Познани и Варшавском университете.
Умер в Свебодзине во время подготовки к поездке в Либерию, которая планировалась по приглашению её правительства. Был похоронен на кладбище Воинские Повонзки в Варшаве.

## Взгляды
В своих работах подчёркивал воспитательное значение спортивных соревнований и необходимость сделать его доступным для молодёжи. Считал, что спортивные игры являются школой жизни для молодых людей, способом участия в социальных группах. Выступал за то, чтобы были приняты все усилия, чтобы сбалансировать физическое воспитание с другими областями; подчёркивал воспитательное значение спорта и осуждал все проявления его коммерциализации. Был создателем теории эффективного движения, основанной на общих знаниях о человеке, которая претворялась в жизнь Центральным институтом физической культуры и соответствовала стратегии правительства, ограничивающего свою ответственность в этой сфере общественной жизни. Его взгляды на образование считаются прогрессивными.

## Достижения и значение
Был одним из основателей спортивной медицины, пропагандистом физической культуры, спорта как фактора развития, одним из основателей и активистов Польского олимпийского комитета, соучредителем Варшавского медицинского бщества, экспертом в области тропических болезней.
Был автором учебников, трактатов и научных исследований (более 110 публикаций в различных профильных польских медицинских журналах), издателем журнала «Stadion» и членом редакционного комитета «Wychowanie fizyczne i zdrowotne» и редактором журнала «Lekarz wojskowy».